# 珀魯 (伊利諾伊州)
珀魯（英語：Peru）是一個位於美國伊利諾伊州拉薩爾縣的城市。

## 地理
珀魯的座標為41°20′04″N 89°07′39″W / 41.33444°N 89.12750°W，而該地的平均海拔高度為182米（即597英尺）。

## 人口
根據2010年美國人口普查的數據，珀魯的面積為23.62平方千米，當中陸地面積為23.34平方千米，而水域面積為0.28平方千米。當地共有人口10295人，而人口密度為每平方千米435.86人。